# AutoML
AutoML(Automated machine learning)은 실제 문제에 기계 학습을 적용하는 작업을 자동화하는 프로세스이다.
AutoML에는 원시 데이터 세트부터 시작하여 배포 준비가 된 기계 학습 모델 구축까지 모든 단계가 포함될 수 있다. AutoML은 머신러닝 적용에 대한 점점 커지는 과제에 대한 인공지능 기반 솔루션으로 제안되었다. AutoML의 높은 수준의 자동화는 비전문가가 기계 학습 전문가가 될 필요 없이 기계 학습 모델 및 기술을 사용할 수 있도록 하는 것을 목표로 한다. 기계 학습을 엔드투엔드에 적용하는 프로세스를 자동화하면 더 간단한 솔루션을 생성하고 해당 솔루션을 더 빠르게 생성하며 종종 수동으로 설계한 모델보다 성능이 뛰어난 모델을 생성할 수 있는 이점도 제공된다.
AutoML에 사용되는 일반적인 기술에는 초매개변수 최적화, 메타 학습, 신경 아키텍처 검색이 포함된다.

## 같이 보기
- 모델옵스